# Länsi-Hallinkari
Länsi-Hallinkari är en klippa i Finland.   Den ligger i kommunen Kotka i den ekonomiska regionen  Kotka-Fredrikshamn  och landskapet Kymmenedalen, i den södra delen av landet, 120 km öster om huvudstaden Helsingfors.
Terrängen runt Länsi-Hallinkari är mycket platt.  Närmaste större samhälle är Katariina, 18,6 km nordväst om Länsi-Hallinkari. 